# All ära till Gud
All ära till Gud, To God Be The Glory, är en lovpsalm författad år 1875 av Fanny Crosby. Texten är helt inriktad på Jesu liv och gärning. Dess stöd är texten i Ef. 3: 20-21. Organisten Georg Holm har gjort en översättning som inleds: All ära till Gud för de under Han gjort, Han sände sin Son hit till dödsskuggans ort. En senare svensk översättning gjordes av Ingrid Ström och Sven Larson år 1986. Då inleds texten: All ära till Gud som oss Sonen har sänt, och ljuset från himlen på jorden har tänt."
De tre 8-radiga verserna har ett omkväde i vardera svensk version.
Holms lydelse är:
Lova Gud, lova Gud, och förkunna Hans ord!
Lova Gud, lova Gud. Låt Hans frälsning bli spord
O kom till din Fader i Kristus Hans Son.
Låt lovsången ljuda med fullare ton.
Den senare versionen från 1986 lyder:
Pris ske Gud, pris ske Gud! Sången stiger mot höjd.
Pris ske Gud, pris ske Gud! Hjärtat sjunger av fröjd.
O sprid till all världen vår Frälsares bud,
att nåd och förlåtelse finnes hos Gud.
Hela texten har i bägge dessa fall upphovsrättsligt skydd.
Melodin (3/4, G-dur) är av William Howard Doane och komponerades år 1875.

## Publicerad i
- Kristus vandrar bland oss än (psalmbok) 1965, sång nr 15, med titel som inledningsraden
- Psalmer och Sånger 1987 som nr 327 under rubriken "Lovsång och tillbedjan".[1]
- Frälsningsarméns sångbok 1990 som nr 478 under rubriken "Lovsång, tillbedjan och tacksägelse".
- Sångboken 1998 som nr 1.